# 蔡仲南
蔡仲南（1979年3月7日—），臺灣棒球選手及教練，外號「阿甘」或「指叉王子」，曾效力於中華職棒興農牛，守備位置為投手，現為南華大學棒球隊總教練。

## 經歷
- 臺北縣汐止國小少棒隊
- 臺北縣秀峰中學青少棒隊
- 台北體院青棒隊
- 台北體院棒球隊
- 合作金庫棒球隊
- 中華職棒興農牛隊（2002年－2009年）
- 國立體育大學教練研究所（2010－）
- 中華職棒興農牛隊一軍投手教練（2011－2012年8月15日）
- 中華職棒義大犀牛隊一軍投捕教練（2012－）

## 早年

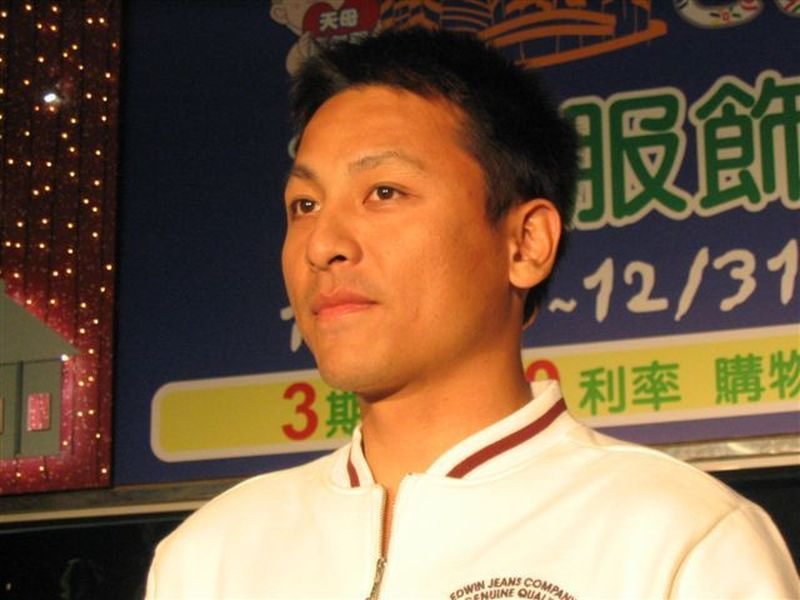
前中華成棒代表隊主力投手-指叉王子蔡仲南。

蔡仲南在國小、國中時期都是待在棒球隊，並未受到專業的棒球訓練，直到國二升國三因為球隊缺乏投手才第一次站上投手丘，此時他優異的投手潛力才為人所知。國中畢業後，蔡仲南成為北部眾多知名青棒隊亟欲吸收的新血，而他在同為汐止出身的學長闕壯鎮的介紹下，進入了北體青棒隊。
蔡仲南最為人所知的綽號「阿甘」，正是他在北體五專部就讀時獲得的。原因來自於有一次跟隨球隊至善化集訓時，教練交代投手先跑步，跑步完後練習守備，當大家都跑完準備進場練習守備時，只有蔡仲南一人還在繼續跑，由於沒有人注意到他，因此直到守備練習結束，大家都準備休息時，才發現蔡仲南還在跑，如同電影《阿甘正傳》的主角一般，因而被學長取了「阿甘」這個綽號。
初入北體時，控球問題嚴重打擊蔡仲南的投球信心，直到在1996年金龍旗青棒賽時擊敗前一年的全國高中棒球聯賽冠軍南英商工之後才找回自信。但在此之後，有將近一年的時間，蔡仲南疏於練球，反而沉迷於玩樂當中，直到教練高英傑、劉志昇及時的拉了一把，加上即將畢業的警覺，開始自動自發練球，也造就了1999年亞洲棒球錦標賽的出色表現。
2000年，蔡仲南從北體畢業，入伍進入國軍隊，但因為等待入伍時未練球，入伍之後急著恢復而受傷，球速下降了5~10公里，在經過半年之後才恢復往日雄風。

## 國際賽表現
蔡仲南最為球迷印象深刻的國際賽表現，當屬1999年亞洲棒球錦標賽複賽出戰日本隊一役。在日本隊將目標鎖定在郭源治、許銘傑兩位職棒投手的情況下，當時仍是業餘投手的蔡仲南成功扮演伏兵角色，以怪異的投球姿勢，145公里的速球及犀利的指叉球，主投8.2局送給日本隊打者11次三振，只被擊出4支零星安打，在九局下兩人出局後，蔡仲南在因為隊友馮勝賢的失誤而退場，但上場後援的投手曹錦輝卻被日本隊代打平馬淳擊出再見安打，台灣以1:2敗給日本隊。最後蔡仲南雖然苦吞敗投，但表現完全不下於日本隊的先發投手，當年日本職棒的超級新人松坂大輔。
2001世界盃棒球賽在台灣舉行，已是業餘強投的蔡仲南無庸置疑的入選國家隊，並扛下先發投手的重責。蔡仲南在本屆賽事首場先發便是面對同組實力最為堅強的美國隊，蔡仲南在前五局表現不俗，台灣與美國以0:0僵持不下，六局下台灣接連發生失誤導致丟分，蔡仲南因而被迫退場，在沒有自責分的情況下吞下敗投。八強賽，蔡仲南先發出戰荷蘭隊，主投八局沒有失分，率領台灣以2:0擊敗荷蘭晉級四強。
2002年，在職棒場上表現依然出色的蔡仲南入選亞運國家隊，預賽先發出戰中國隊，主投六局只被擊出四支安打，失一分，率領台灣以11:1擊敗中國隊。金牌戰，蔡仲南先發面對地主南韓隊，僅主投3.1局便丟掉四分退場，承擔敗投。
2003年，蔡仲南再度入選亞錦賽國家隊，但在經過兩年的職棒征戰後，蔡仲南已經明顯的有疲勞及受傷現象，在前往日本進行練習賽後被教練團拉下國手名單。

## 職業生涯

### 徬徨狀元
在世界盃也投出佳績之後，蔡仲南行將退伍，也因此成為美、日、台眾職棒球團所亟欲爭取加盟的對象，一直有出國打球想法的蔡仲南決定與美日方面接觸。在美國職棒方面，與22歲的蔡仲南同齡的選手都已進入2A，甚至3A磨練，而蔡仲南的實力也未被認為有直接上大聯盟的實力，因此並未開出理想的價碼。日本職棒方面，雖有養樂多、橫濱、火腿、羅德、大榮等隊與蔡仲南接觸，也表示只要再多練一兩種球路便能在數個月內登上一軍，但也都未表現出「非爭取到加盟不可」的企圖心，加上日本素有「能打敗日本隊的投手，必然實力超群」的看法，而蔡仲南未在世界盃與日本對戰也減少了日本職棒球隊爭取的積極度。
在出國打球的理想未能實現的情形下，蔡仲南「退而求其次」選擇參加中華職棒季初選秀，在第一輪便被第一順位的興農牛挑選，成為「選秀狀元」，但卻也猶豫了一段時間才與興農牛隊洽談加盟事宜，最後以新台幣600萬，月薪14萬元加盟，成為當時中華職棒最高簽約金的球員。

### 新人王與王牌投手
2002年3月8日，蔡仲南生涯初登板先發面中信鯨，便以134球完投九局失三分，獲得生涯首勝，至四月中旬為止創下開季六連勝紀錄，以新人之姿獲得3月份投手MVP，成功延續業餘時期的壓制力。在全季投球表現上，蔡仲南明顯出現業餘投手的特質—可以在某個時期將狀況調整至巔峰，一旦巔峰期過後就判若兩人，在開季至四月中旬及六月中旬至八月底的兩個時期內，蔡仲南的防禦率均壓在3以下，但在四月底至六月上旬及八月底至球季結束的期間，防禦率均飆升至6以上，每局平均被上壘率也比巔峰時期高出0.6左右。全季三振113次，四壞保送112次，比例達到一比一，顯見有控球不穩的問題。最終蔡仲南在新人年交出14勝9敗，防禦率3.49的成績，獲得年度新人王，不只是一躍成為興農牛隊的王牌投手，更成為中華職棒的看板球星與票房保證，吸引了不少新球迷。但他使用的是一個怪異，且對身體負擔相當高的投球姿勢，在從業餘階段邁向更高強度、更密集賽程的職業棒球的這個階段，卻缺乏教練團對於其出賽量及投球量的限制與保護。在耀眼的勝場數中，隱藏的是不僅不該出現在職棒菜鳥，更不該出現在一個投球動作對身體負擔異於常人的投手身上──相當嚇人的投球數。這些都對蔡仲南的膝蓋、右手臂以及肩膀，造成了極大的負擔，也埋下了受傷因子。
2003年上半球季，蔡仲南充分表現出王牌投手的價值，交出9勝3敗，防禦率3.59的成績，並在5月23日對第一金剛投出生涯首場完封勝。但在進入下半季之後便傳出肩傷消息，休息一個多月後才再度登板，同時也調整了投球姿勢，但狀況已明顯不如以往，下半季僅僅出賽25.2局，獲得2勝1敗，在總冠軍戰第三戰先發，投不滿三局便被打爆退場。綜觀蔡仲南全季投出11勝4敗，防禦率3.89的成績，成績依然不惡，但卻從以往的威力型投手轉向以變化球使打者擊出無效球的技巧型投手，同時自此陷入傷痛纏身的困境。

### 與傷痛拼戰
2003年球季結束後，蔡仲南入選亞錦賽國家隊，並隨隊前往日本福岡進行熱身賽，但帶傷上陣的蔡仲南的投球表現，明顯失去昔日水準，最後關頭被拉下正選名單。返國之後，蔡仲南前往醫院檢查傷勢，結果發現是棒球選手少見的網球肘，可能與改姿勢後過度使用以往較少使用的肌肉群有關，也使蔡仲南有了改回原來投球姿勢的想法。蔡仲南的傷勢在經過醫生診斷後，認為不用開刀治療，只要多做復健即可。為了達成在雅典奧運出賽的夢想，因此在整個季後都全心投入復健工作。
經過球季後的復健，蔡仲南終於恢復到可以上場投球的水準，在2004年球季從中繼出發之後，3月10日首度先發面對兄弟象便吞下敗投，3月23日先發出戰統一獅獲得本季首勝。在5月23日面對兄弟象再次吞下敗投後又進入傷兵名單，自然也未能參與雅典奧運。直到9月初蔡仲南才再度登板投球，總計全季成績僅有4勝6敗，防禦率4.29。
2005年球季，蔡仲南決心恢復昔日使他威風八面的怪異投球姿勢，但首次先發面對兄弟象，投不滿一局就退場，隨後整個球季只能有一場沒一場的出賽，在肩傷、肘傷之外，也飽受腰傷困擾，連續兩年無法在總冠軍戰登板，全季成績只有5勝4敗2中繼點，防禦率3.61。
2006年球季，蔡仲南因傷幾乎全季都只能待在二軍（代訓藍隊）養傷兼調整，並將投球姿勢改為傳統上肩投法。9月14日首次登板中繼一局無失分，10月8日首次先發面對兄弟象，主投四局失五分吞下敗投，總計全季僅僅出賽3場，戰績0勝1敗，防禦率7.50。

### 引退
蔡仲南職棒生涯最終兩年，2008年及2009年球季仍受長年傷痛所困，兩季皆未於一軍出賽，2009年球季結束並考取國立體育大學教練研究所後蔡仲南宣佈引退，並於宣布引退後及拒絕興農牛轉聘為投手教練的邀請，也婉拒兄弟象隊的邀約加入。

## 後職業生涯
蔡仲南引退後進入國立體育大學進修，就讀教練研究所。
2010年擔任臺北縣崇義高中青棒隊教練，開啟教練生涯。
2011年重新擔任興農牛的投手教練。
2012年8月，因教練團改組，下放到二軍擔任投手教練。
義大犀牛二軍投手教練，2013年07月底升任義大犀牛一軍牛棚教練
義守大學棒球隊擔任投手教練
先後至秀峰高中、普門中學擔任投手教練
2016年07月獲南華大學棒球隊聘任總教練，並率領球隊打進大專公開級一級

## 球路分析
使蔡仲南一躍成為王牌投手的，便是他擁有高水準犀利的指叉球，加上最快140公里以上的快速直球及怪異的投球姿勢（右膝與傳統上肩投手相較，有明顯的下壓；以及自由腳抬腿後先蹲低，卻採取高壓出手）互相搭配，往往能夠有效的迷惑打者。除傳統的大叉、小叉（快速指叉球）外，也能搭配球的縫線投出向打者內、外角下墜的球路。在狀況佳時，蔡仲南的大叉可以從打者的肩膀瞬間掉向膝蓋，甚至更低；或是看似從好球帶的正中進壘，卻在本壘板前提前落地，宛如在本壘上方憑空消失。若是打者想要攻擊直球，往往會揮到提前落地的指叉球；若是選擇攻擊指叉球，他又有140公里以上的直球讓打者反應不及。但在受傷之後，原先不是以控球見長的蔡仲南，控球更是每下愈況；此外，他的直球球速下降至135公里左右，使得必須倚賴直球品質的指叉球不若以往犀利，失去了兩項能與打者直接對決的武器。晚期主要的變化球種，以110公里上下的大曲球為主，指叉球的使用頻率已比以往減少許多。

## 職棒生涯紀錄
| 年度   | 球隊   | 出場 | 勝投 | 敗投 | 中繼 | 救援 | 完投 | 完封 | 四死 | 三振 | 責失 | 投球局數 | 防禦率 |
| ------ | ------ | ---- | ---- | ---- | ---- | ---- | ---- | ---- | ---- | ---- | ---- | -------- | ------ |
| 2002年 | 興農牛 | 25   | 14   | 9    | 0    | 0    | 2    | 0    | 112  | 113  | 58   | 149.2    | 3.49   |
| 2003年 | 興農牛 | 22   | 11   | 4    | 0    | 0    | 1    | 1    | 55   | 75   | 49   | 113.1    | 3.89   |
| 2004年 | 興農牛 | 21   | 4    | 6    | 0    | 0    | 0    | 0    | 36   | 46   | 34   | 71.1     | 4.29   |
| 2005年 | 興農牛 | 27   | 5    | 4    | 2    | 0    | 0    | 0    | 32   | 46   | 30   | 74.2     | 3.62   |
| 2006年 | 興農牛 | 3    | 0    | 1    | 0    | 0    | 0    | 0    | 5    | 5    | 5    | 6.0      | 7.50   |
| 2007年 | 興農牛 | 15   | 1    | 4    | 0    | 0    | 1    | 0    | 29   | 19   | 29   | 48.2     | 5.36   |
| 合計   | 6年    | 113  | 35   | 28   | 2    | 0    | 4    | 1    | 269  | 304  | 205  | 463.2    | 3.98   |

## 外部連結
- 蔡仲南在台灣棒球維基館上的頁面（繁體中文）
- 蔡仲南在中華職棒
- 蔡仲南在Baseball-Reference.com（小聯盟以及海外聯盟）（英语）
- 投手空間－蔡仲南 （页面存档备份，存于）
- 棒球研究所－蔡仲南 （页面存档备份，存于）

- 批踢踢實業坊 Gump板精華區 （页面存档备份，存于）

| 前任： 紀俊麟 | 中華職棒新人選秀狀元 2002年季初              | 繼任： 沈柏蒼 |
| 前任： 勇壯   | 興農牛開幕戰先發投手 2002年-2003年           | 繼任： 陽建福 |
| 前任： 王勁力 | 中華職棒明星賽明星紅隊先發投手 2002年-2003年 | 繼任： 風神   |
| 獎項          |                                              |               |
| 前任： 陳致遠 | 中華職棒年度新人王 2002年                    | 繼任： 潘威倫 |

| 體育角色           | 體育角色                          | 體育角色 |
| ------------------ | --------------------------------- | -------- |
| 中華職業棒球大聯盟 |                                   |          |
| 前任： 紀藤真琴    | 興農牛隊投手教練 2010年12月27日－ | 曹峻揚   |
| 前任： 黃光永      | 興農牛隊投捕教練 2010年12月27日－ | 現任     |